# Colibrí safir cuadaurat
El colibrí safir cuadaurat (Chlorestes eliciae) és una espècie d'ocell de la família dels troquílids (Trochilidae) fins fa poc inclòs al gènere Hylocharis.

## Hàbitat i distribució
Habita boscos poc densos i garrigues de les terres baixes i turons des de Veracruz, Chiapas i Guatemala cap al sud a la llarga d'ambdues vessants del sud de Mèxic i Amèrica Central fins l'oest de Panamà i l'extrem nord-oest de Colòmbia.